# Dissophora ornata
Dissophora ornata är en svampart som först beskrevs av W. Gams, och fick sitt nu gällande namn av W. Gams 1989. Dissophora ornata ingår i släktet Dissophora och familjen Mortierellaceae.   Inga underarter finns listade i Catalogue of Life.